# Dainik Bhaskar
Dainik Bhaskar (Hindi दैनिक भास्कर, deutsch: „tägliche Sonne“) ist eine indische Tageszeitung auf Hindi.
Die Zeitung hat ihren Sitz in Bhopal, Madhya Pradesh. Erstmals publiziert wurde die Zeitung 1958 in Bhopal. Eigentümer der Zeitung ist das Medienunternehmen  Dainik Bhaskar Group. Die Zeitung gehört zu den auflagenstärksten Zeitungen in Hindi in Indien (Stand: 2013).